# الخالدية (الفيوم)
قرية الخالدية هي إحدى القرى التابعة لمركز ابشواى في محافظة الفيوم في جمهورية مصر العربية. حسب إحصاءات سنة 2006، بلغ إجمالي السكان في الخالدية 21326 نسمة، منهم 11113 رجل و10213 امرأة.